# Lorenz Wolf
Lorenz Wolf (* 12. September 1955 in Edersberg, einem Ortsteil der Gemeinde Scheyern im Landkreis Pfaffenhofen an der Ilm) ist ein deutscher römisch-katholischer Geistlicher. Er war Offizial des Erzbistums München.

## Leben
Wolf stammt aus der Pfarrgemeinde Edersberg. Nach dem Abitur studierte er Rechtswissenschaft und Katholische Theologie an der Ludwig-Maximilians-Universität München. 1982 empfing er in Freising die Priesterweihe. Anschließend war er Kaplan in Garmisch-Partenkirchen und Subregens des Herzoglichen Georgianum, einem überdiözesanen Priesterseminar in München. Seine Studien setzte er auf dem Gebiet des Kirchenrechts am Kanonistischen Institut der LMU München, 2001 umbenannt in Klaus-Mörsdorf-Studium für Kanonistik, fort und schloss als Lizentiat des Kanonischen Rechts ab. 1989 wurde er zum Vizeoffizial im Erzbischöflichen Konsistorium und Metropolitangericht München ernannt. Von seinem Amt freigestellt, promovierte er von 1995 bis 1997 an der Päpstlichen Lateranuniversität in Rom mit einer Arbeit über päpstliche Gesetzgebung zum Schutz der Kulturgüter bis zum Untergang des Kirchenstaates im Jahr 1870 zum Dr. iur. can. Zurück in München übernahm er zum 1. August 1997 als Ordinariatsrat die Leitung des Referats Kirchenrecht der Erzdiözese München und Freising. Zugleich wurde er Offizial der Erzdiözese. Im Jahr darauf wählte ihn das Metropolitankapitel der Frauenkirche zum Domkapitular, im Jahr 2004 zum Domdekan.
Von 1999 bis 2011 war er Vorsitzender der Konferenz der Offiziale aus den deutschsprachigen Diözesen, von 2009 bis 2011 auch Vorsitzender der Konferenz der Verwaltungskanonisten der Bistümer, in der alle kirchenrechtlichen Fragen behandelt werden.
Auf Bitten der bayerischen Bischöfe wurde er 2009 durch Erzbischof Reinhard Marx zum Leiter des Katholischen Büros Bayern ernannt. In dieser Funktion nahm er gemäß einer Pressemitteilung des Erzbistums aus Anlass seiner Ernennung „im Auftrag der Bischöfe die Kontakte zur Staatsregierung, zum Landtag, zu Verbänden und Einrichtungen von Staat, Wirtschaft und Gesellschaft wahr.“ Am 31. März 2022 entsprach die Freisinger Bischofskonferenz der Bitte Wolfs um Entpflichtung als Leiter des Katholischen Büros Bayern.

## Verantwortlichkeit bei der Aufarbeitung von Missbrauchsfällen
Am 20. Januar 2022 legte die Anwaltskanzlei Westpfahl Spilker Wastl (WSW) ein im Auftrag der Erzdiözese München und Freising erstelltes, annähernd 1900 Seiten umfassendes Gutachten vor, in dem die Verantwortlichkeiten für den sexuellen „Missbrauch Minderjähriger und erwachsener Schutzbefohlener durch Kleriker sowie hauptamtliche Bedienstete im Bereich der Erzdiözese München und Freising von 1945 bis 2019“ dargelegt sind. Das Gutachten führt „182 eines sexuellen Missbrauchs im Sinne des Untersuchungsauftrags beschuldigte Kleriker (Priester und Diakone)“ auf. „Insgesamt gehen die Gutachter nach den von ihnen getroffenen Feststellungen von mindestens 497 Geschädigten aus“. Das Gutachten befasst sich eingehend mit „65 Fällen mit festgestellten Fehlverhaltensweisen“. Lorenz Wolf ist laut Gutachten in 12 dieser Fehlverhaltensfälle in seiner Funktion als Offizial der Erzdiözese München und Freising maßgeblich involviert. Sein Name wird im Gutachten mindestens 630 Mal genannt. Auf 152 Seiten erläutert das Gutachten detailliert die verantwortliche Schlüsselfunktion von Wolf in der Aufarbeitung von sexuellem Missbrauch und geht detailliert auf das Verhalten Wolfs in den 12 Missbrauchsfällen ein. Wortwörtlich heißt es in dem Gutachten, dass für „Dr. Wolf die Interessen der des sexuellen Missbrauchs beschuldigten Priester gegenüber denen der mutmaßlichen Geschädigten im Vordergrund standen. Ausdruck fand diese Haltung beispielsweise darin, dass Dr. Wolf Taten bagatellisierte und – in einem Fall – noch Jahrzehnte nach dem Tatgeschehen sexuell übergriffiges Handeln eines Priesters mit dessen künstlerischen Interessen verbrämte (vgl. Fall 42). Er leistete so nach Auffassung der Gutachter einen Beitrag, dass einschlägig auffällig gewordene Priester vor Maßnahmen bewahrt wurden, die seitens der Kirche etabliert wurden und die insbesondere dem Ziel dienten, möglicherweise drohenden erneuten Übergriffen vorzubeugen“. Des Weiteren stellt das Gutachten fest, Wolf sei „mutmaßlich von Missbrauchstaten Geschädigten mit einer ausgeprägten skeptischen Grundhaltung“ begegnet: „So bewertete er beispielsweise die unter dem (belastenden) Eindruck der Befragungssituation zustande gekommene Aussage eines anerkannten Missbrauchsgeschädigten als angelernt und nicht glaubwürdig (...).“ Auf konkrete spätere Fragen hat sich Wolf den Gutachtern gegenüber nicht geäußert. Hingegen bemängelte Wolf über einen von ihm beauftragten Anwalt, dass die Gutachter über keine „ausreichende kirchenrechtliche Ausbildung oder Expertise“ verfügten. Die Kritik der Gutachter der WSW-Kanzlei an Wolf bezeichnet der Wolf-Anwalt pauschal als „unwahr, tendenziös, willkürlich selektiv“, was die Süddeutsche Zeitung als Affront gegen Erzbischof Reinhard Marx als Auftraggeber des Gutachtens wertet. Ende Januar 2022 wies Kardinal Marx Wolf an, „alle seine Ämter und Aufgaben ruhen zu lassen“.
Laut Pressemitteilung der Erzdiözese München und Freising vom 3. Februar 2022 forderte Kardinal Marx „Wolf in einem Schreiben mit entsprechender Fristsetzung zu einer Stellungnahme zu dem Gutachten und den darin gegen ihn erhobenen Vorwürfen auf“. Am 28. März 2022 bezog Wolf auf 19 Seiten Stellung zu den ihn betreffenden Passagen des Missbrauchsgutachtens und erklärte den Rücktritt von allen seinen Ämtern. Kardinal Marx dankte ihm  für „diese weitgehende und respektable Entscheidung, durch die Sie persönlich Verantwortung übernehmen in Bezug auf den Umgang mit Fällen sexuellen Missbrauchs im Bereich der Erzdiözese“. Die katholische Reformbewegung „Wir sind Kirche“ erklärte, Wolfs Rückzug „verdiene Respekt, vor allem sein Bekenntnis, sich nicht nachhaltig genug an die Seite der Opfer gestellt zu haben. Daran sollten sich andere ein Beispiel nehmen“.

## Tätigkeit im Bayerischen Rundfunk
Seit 2010 war Wolf Mitglied im Rundfunkrat des Bayerischen Rundfunks. Er war dort erst Vorsitzender des Hörfunkausschusses und ist seit Januar 2014 Vorsitzender des Rundfunkrats. Ende Januar 2022 übergab er den Vorsitz „bis auf Weiteres“ an seinen Stellvertreter Godehard Ruppert, nachdem ihm in dem Gutachten in seiner Rolle als Kirchenjurist des Erzbistums München-Freising Fehler im Umgang mit sexuellem Missbrauch vorgeworfen worden waren und Rundfunkratsmitglieder seinen Rücktritt gefordert hatten. Die Wahl zum Verwaltungsrat des Bayerischen Rundfunks, für den Wolf vorgesehen war, wurde zunächst verschoben. In der öffentlichen Rundfunkratssitzung am 3. Februar 2022, in der auch Intendantin Katja Wildermuth zugeschaltet war, gab Wolf bekannt, nicht für den BR-Verwaltungsrat zu kandidieren. In derselben Rundfunkratssitzung nahm Wolf eingehend Stellung zu den gegen ihn erhobenen Vorwürfen in dem im Auftrag der Erzdiözese München und Freising von der Anwaltskanzlei Westpfahl Spilker Wastl erstellten Missbrauchsgutachten. Mitglieder des Rundfunkrats kritisierten die Stellungnahme wegen ihrer „Länge und Ausführlichkeit“ als „Pressekonferenz in eigener Sache“ und bezeichneten den Auftritt Wolfs als „Missbrauch des Gremiums“.

## Mitarbeit in Gremien
- Bildungsausschuss der  Katholischen Akademie in Bayern
- Kuratorium der Hochschule für Philosophie
- Beirat der Akademie für Politische Bildung, Tutzing
- Kuratorium Kommission Anforderungen aus dem zweiten Bayerischen Sozialbericht
- Bayerischer Landesverband Katholischer Tageseinrichtungen für Kinder e.V. (Vorstandsmitglied, Beauftragter der Bayerischen Bischofskonferenz)
- Landesplanungsbeirat des Bayerischen Wirtschaftsministeriums
- Vorstand der Stiftung Obdachlosenhilfe e.V.

## Ehrungen
- 2002: Ernennung zum Päpstlichen Ehrenprälaten durch Papst Johannes Paul II.
- 2012: Verdienstkreuz am Bande des Verdienstordens der Bundesrepublik Deutschland[17][18]
- 2014: Bayerische Verfassungsmedaille in Silber[19]
- 2020: Bayerische Verfassungsmedaille in Gold[20]

## Werke (in Auswahl)

### Publikationen in Buchform
- Der Irrtum über eine Eigenschaft der Person als Ehenichtigkeitsgrund. Ein Beitrag zur Interpretation von c. 1097 § 2. (= Dissertationen, Kanonistische Reihe, Band 4). St. Ottilien 1990, ISBN 3-88096-574-9.
- Kirche und Denkmalschutz. Die päpstliche Gesetzgebung zum Schutz der Kulturgüter bis zum Untergang des Kirchenstaates im Jahr 1870. (= Kirchenrechtliche Bibliothek, Band 7). (zugl. Hochschulschrift, Rom, Lateranuniv., Diss., 1997). Münster 2003, ISBN 3-8258-6313-1.

### Interviews
- Entschädigungszahlungen können nur ein Zeichen sein. Interview mit dem Münchner Kirchenradio am 3. März 2011 (online auf: muenchner-kirchenradio.de)
- Entflechten ja, Auflösen nein. In Bayern verhandeln Kirche und Staat seit Jahren das Konkordat. Interview mit dem domradio.de (Köln) am 4. August 2010 (online auf: domradio.de)